# Корисні копалини Португалії
Корисні копалини Португалії. 

## Загальна характеристика
Найважливіші корисні копалини Португалії — вольфрамові, уранові, мідні і залізні руди, відкрито ряд комплексних сульфідних родовищ, що містять мідь, свинець, цинк, срібло, золото (табл. 1). Переважають невеликі родовища. 
Таблиця 1. — Основні корисні копалини Португалії станом на 1998-1999 рр.
| Корисні копалини         | Запаси       | Запаси   | Вміст корисного компоненту в рудах, % | Частка у світі, % |
| Корисні копалини         | Підтверджені | Загальні | Вміст корисного компоненту в рудах, % | Частка у світі, % |
| Барит, тис. т            | 100          | 100      | 85 (BaSO4)                            |                   |
| Оксид берилію, тис. т.   | 2,4          | 3        | 0,1 (ВеО)                             | 1,1               |
| Вольфрам, тис. т         | 25           | 25       | 0,4 (WO3)                             | 1                 |
| Залізні руди, млн т      | 350          | 700      | 37(Fe)                                | 0,2               |
| Золото, т                | 5            | 45       | 4 г/т                                 |                   |
| Мідь, тис. т             | 2600         | 4665     | 7,75 (Cu)                             | 0,4               |
| Пентоксид ніобію, тис. т | 1            | 2        | 0,15 (Nb2O5)                          | 0,01              |
| Олово, тис. т            | 70           | 85       | 2,6                                   |                   |
| Свинець, тис. т          | 1500         | 2000     | 1,2 (Pb)                              | 1,2               |
| Срібло, т                | 6500         | 8000     | 40 г/т                                | 1,2               |
| Пентоксид танталу, т     | 150          | 200      | 0,03 (Та2O5)                          | 0,2               |
| Вугілля, млн т           | 72           | 118      |                                       |                   |
| Цинк, тис. т             | 4500         | 6000     | 4,4 (Zn)                              | 1,6               |
| Уран, тис. т             | 7,3          | 8,75     | 0,08                                  | 0,3               |

## Окремі види корисних копалин
Вугільні родовища представлені антрацитами стефанського віку в басейні річки Дору (родовища Пежан, Сан-Педру-да-Кова), суббітумінозним вугіллям мезозою (родовище Позуш) і кайнозою (Ріу-Майор).
Родовища торфу сформувалися в основному в постльодовикову (фландрську) епоху. Найсприятливіші умови для утворення торфовищ існували в зоні узбережжя. Ряд родовищ був розвіданий і експлуатувався. Є можливість відкриття нових родовищ з потужністю торфових покладів 1–6 м.
Уран. За підтвердженими запасами урану країна займає 5-е місце серед країн Західної і Східної Європи (після України, Росії, Франції, Болгарії, 1999). Відомо понад 150 родовищ руд урану, більша частина яких розташована в межах Іберійської Месети. Родовища в основному жильні (гідротермальні) і пов'язані з герцинськими порфіровидними гранітами монцонітового і біотит-мусковітового складу. Зруденіння контролюється системами крайових розривів, що розділяють тектонічні блоки. Рудна мінералізація представлена настураном, урановими чернями, кофінітом, уранофаном, отенітом і торбернітом. Зрідка зустрічаються родовища осадового типу. Рудні тіла пластові з уранофосфатною мінералізацією локалізуються в каолінізованих і хлоритизованих пісковиках та алевролітах. Пегматитова уранова мінералізація відкрита в районі Вілар-Формозу. Основні уранорудні райони — округи Візеу (Уржейріса) і Гуарда (Вілар-Формозу), провінція Алту-Алентежу (родовища Ніза і Каштелу-де-Віді). Близько 80 % всіх запасів урану зосереджено на 15 родовищах, найбільше з яких — Ніза (27,7 % загальних запасів).
Залізо. Основні запаси залізняку зосереджені на півночі країни, в округах Віла-Реал і Браганса (родовище Торре-де-Монкорву). Рудні тіла, складені переважно гематитом, місцями мартитом і магнетитом, приурочені до метаморфізованих сланців і кварцитів ордовика, що створюють синклінальну складку субширотного простягання. Середній вміст в рудах: Fe 36,5 %, Si02 34 %, Al2O3 7 %, Р 0,46 %. Руди низької якості (значні домішки кремнію і фосфору і невеликий вміст заліза). Інші запаси зосереджені в родовищах Марун, Вале-де-Пайш, Гуадраміл, Орада і інші. Основна частина залізорудних родовищ Португалії приурочена до палеозойських формацій. За генезисом виділяють: гідротермальні родовища (системи жил сидериту, район Серкал), контактово-метасоматичні магнетитові родовища на контакті герцинських гранітів і нижньокембрійських вапняків (Алагода); вулканогенні магнетитові родовища на півдні країни (Монтемор-у-Нову, Алвіту, Вале-де-Пайш, Орада); морські осадові родовища залізистих кварцитів на півночі країни (Торре-де-Монкорву, Гуадраміл і інші).
Вольфрам. За запасами вольфрамових руд Португалія входить до п'ятірки перших країн в Європі (1999 рік). Вольфрамове зруденіння зосереджене в основному у північній і центральній частині країни, в провінції Мінью (Брага), Траз-уш-Монтеш і Алту-Дору (Борралья, Баралейра, Валпасуш), Бейра-Байша (Панашкейра). Тут в герцинських структурах виділяють ряд тектонічних блоків, розділених зонами насувів. Велика частина олово-вольфрамових родовищ розташована вздовж північної межі блоку Оса-Марено і генетично пов'язана з інтрузіями герцинських гранітоїдів. Родовища жильного типу пневматоліто-гідротермального генезису, в основному кварц-вольфрамітової формації. Найбільше родовище — Панашкейра. 
Комплексні металічні руди. Родовища колчеданих руд є на південному-заході Іберійського п-ова і приурочені до металогенічної провінції верхнього девону — нижнього кам'яновугільного періоду. Колчеданний пояс простягається на 230 км з півночі на північний захід при ширині 30 км. Генезис родовищ ексгаляційно-вулканогенний. Найважливіші родовища колчеданів зосереджені на східному березі річки Гуадіана: Алжуштрел (запаси оцінюються в 100 млн т, потужність окремих рудних тіл до 100 м), Невеш-Корву (запаси сульфідних руд 130 млн т), Міна-де-Сан-Домінгуш і інші. Локалізуються, як правило, в евгеосинклінальних серіях вулканогенно-осадових порід верхнього візе. Рудні тіла залягають узгоджено з вмісними породами. Характерна особливість колчеданих родовищ Португалії — їх комплексний склад. Руди в середньому містять (%): S 49,4; Fe до 45; Zn+Pb до 4; Cu до 1; As до 0,7; Sb 0,03–0,07; Au 0,3-0,8; Ag 16–40 (до 80) г/т. Крім того, в рудах присутні Ni, Co, Cd, Se, Hg, Sn.
Поліметалічні руди представлені родовищем Каштру-Верде із запасами близько 50 млн т руди, при цьому близько 30 % цієї руди містить 5,76 % Cu і 29 г/т Ag, 70 % руди містить 1,05 % Cu; 0,8 % Pb; 4,30 Zn і 5,2 г/т Ag.
У Португалії відомі дрібні альбітизовані пегматитові родовища, що містять берилій, ніобій і тантал.
На межі XX-XXI століть в Португалії видані ліцензії ГРР на платину.
Неметалічні корисні копалини. Португалія має значні запасами неметалічних корисних копалин: вапняків, гранітів, габро, нефелінових сієнітів, доломіту, гіпсу, каоліну, мармуру. Основні родовища розташовані в районі Віла-Вісоза, Борба, Ештремош. Родовища граніту — Брага-Порту, Порталегре, Евора; нефелінових сієнітів — Фару, серпентинітів — Браганса.